# Dorvillea vittata
Dorvillea vittata är en ringmaskart som först beskrevs av Grube 1856.  Dorvillea vittata ingår i släktet Dorvillea och familjen Dorvilleidae. Inga underarter finns listade i Catalogue of Life.